# Coupe OPA de combiné nordique
La Coupe OPA de combiné nordique (parfois appelée Alpen Cup) est une compétition destinée aux coureurs âgés de moins de dix-neuf ans. Elle consiste à additionner des points lors d'épreuves organisées dans différents pays de l'arc alpin. La compétition commence en fin d'été et se termine à la fin de la saison hivernale, en une quinzaine d'épreuves. C'est donc une épreuve qui se gagne sur la régularité des résultats, contrairement aux Championnats du monde ou aux Jeux olympiques qui se courent sur une épreuve seulement.
Elle est organisée conjointement par l'organisation des fédérations de ski des pays alpins et par la fédération internationale de ski et a lieu annuellement depuis 1977.

## Histoire
La Coupe OPA de combiné nordique, également connue sous le nom de Alpen Cup, est une compétition annuelle destinée aux jeunes coureurs de moins de 19 ans.
Elle a été lancée en 1977 et regroupe des épreuves dans différents pays alpins. Les compétitions se déroulent tout au long de l'année, de la fin de l'été à la fin de l'hiver, avec environ quinze épreuves au programme.
La régularité des performances sur l'ensemble des courses détermine le classement, contrairement à des événements comme les championnats du monde ou les Jeux olympiques, qui se concentrent sur une seule épreuve. De 1991 à 1999, le classement de la compétition était doublé par un classement jeunes, destiné aux coureurs les plus jeunes. Depuis la saison 1999-2000 il n'y a qu'un seul classement, en 2015-2016, quelques courses féminines ont été organisées, et c'est à partir de la saison 2016-2017 qu'une coupe féminine distincte a été mise en place.
L'événement est géré par l'Organisation des fédérations de ski des pays alpins (FESA) et la Fédération internationale de ski (FIS), et elle est reconnue comme un tremplin pour les jeunes talents du combiné nordique

## Palmarès

### Palmarès féminin
| Saison    | Vainqueur         |
| --------- | ----------------- |
| 2016-2017 | Lisa Eder         |
| 2017-2018 | Jenny Nowak       |
| 2018-2019 | Daniela Dejori    |
| 2019-2020 | Lisa Hirner       |
| 2020-2021 | Sigrun Kleinrath  |
| 2021-2022 | Silva Verbič (de) |
| 2022-2023 | Teja Pavec        |

### Palmarès masculin

#### Classement général
| Saison    | Vainqueur           |
| --------- | ------------------- |
| 1991-1992 | Roland Braun        |
| 1992-1993 | Sepp Buchner        |
| 1993-1994 | Michael Angermann   |
| 1994-1995 | Jürgen Bär          |
| 1995-1996 | Roman Perko         |
| 1996-1997 | Fabrice Vischi      |
| 1997-1998 | Hervé Perret        |
| 1998-1999 | Alexander Bär       |
| 1999-2000 | Bernhard Gruber     |
| 2000-2001 | Sébastien Lacroix   |
| 2001-2002 | Sébastien Lacroix   |
| 2002-2003 | Lukas Klapfer       |
| 2003-2004 | Jason Lamy-Chappuis |
| 2004-2005 | Maxime Laheurte     |
| 2005-2006 | Toni Englert (pl)   |
| 2006-2007 | Marco Pichlmayer    |
| 2007-2008 | Dominik Dier        |
| 2008-2009 | Gašper Berlot       |
| 2009-2010 | Johannes Firn (pl)  |
| 2010-2011 | Samuel Costa        |
| 2011-2012 | Manuel Maierhofer   |
| 2012-2013 | David Welde         |
| 2013-2014 | Fabian Steindl      |
| 2014-2015 | Terence Weber       |
| 2015-2016 | Laurent Muhlethaler |
| 2016-2017 | Aaron Kostner       |
| 2017-2018 | Johannes Lamparter  |
| 2018-2019 | Max Teeling         |
| 2019-2020 | Fabio Obermeyr      |
| 2020-2021 | Florian Kolb        |
| 2021-2022 | Iacopo Bortolas     |
| 2022-2023 | Richard Stenzel     |

#### Classement jeunes
| Saison    | Vainqueur          |
| --------- | ------------------ |
| 1991-1992 | Robert Lichtenauer |
| 1992-1993 | Felix Gottwald     |
| 1993-1994 | Jean-Marc Mougel   |
| 1994-1995 | Nicolas Bal        |
| 1995-1996 | Igor Cuznar        |
| 1996-1997 | David Kreiner      |
| 1997-1998 | Jure Kosmac        |
| 1998-1999 | Andrej Jezeršek    |